# Театр Острова
Театр Острова, фр. Théâtre de l'Île, англ. Theatre of the Island — небольшой муниципальный театр в г. Гатино, Квебек. Расположен на небольшом острове на южной оконечности Пивоварного ручья, {{iw|бульвара Александр-Таше|бульвара Александр-Таше|en|Ruisseau de la Brasserie]] — небольшой речки, протекающей параллельно улице Монкальм и впадающей в р. Оттава в районе бульвар Александр-Таше.
Здание было сооружено в 1886 г. Первоначально здесь находилась водоочистительная станция г. Халл, который в то время был промышленной зоной. В последующие годы назначение здания неоднократно менялось. В 1974 г. в здании произошёл крупный пожар. Благодаря совместному финансированию властей г. Халл и Национальной столичной комиссии здание было восстановлено, и в нём был размещён театр, который открылся в 1976 г. Это был первый театр с муниципальным финансированием в Квебеке.
В театре — 300 зрительских мест. Ежегодно его посещают около 25000 зрителей.